# Varianty letounu Lockheed P-3 Orion

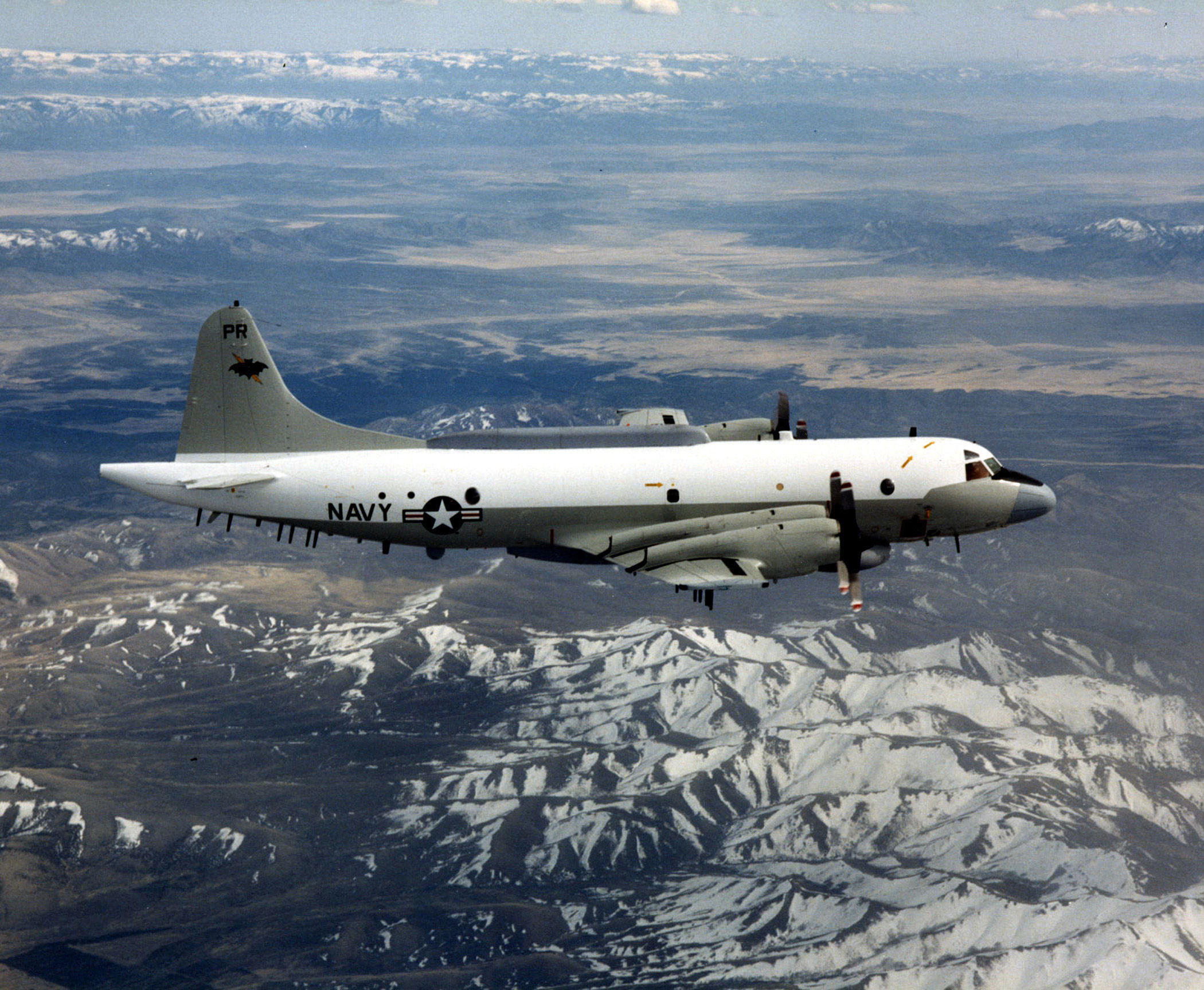
Lockheed EP-3 ARIES.

Tento článek se zabývá popisem mnohých variant a podvariant námořního hlídkového a protiponorkového letounu Lockheed P-3 Orion. Podrobný popis, historie vzniku, operační historie a technické specifikace letounu obsahuje hlavní článek Lockheed P-3 Orion.

## Letoun P-3A a jeho varianty
P-3A – Původní výrobní varianta letounu. Postaveno 157 letounů.
- P-3A (CS)

Čtyři letouny P-3A, které byly dovybaveny radarem AN/APG-66 pro použití v rámci Celní služby USA (United States Customs Service).
- EP-3A

Sedm letounů, které byly upraveny pro testování elektronického průzkumu.
- NP-3A

Tři letouny upravené pro potřeby Námořní výzkumné laboratoři Spojených států (U.S. Naval Research Laboratory).
- RP-3A

Dva letouny upravené pro vědecké účely pro bývalou oceánografickou letku "Oceanographic Development Squadron EIGHT" (VXN-8) na námořní letecké základně Patuxent River.
- TP-3A

12 upravených letounů pro výcvik posádek. Veškeré protiponorkové vybavení bylo z těchto letounů odstraněno.
- UP-3A

38 letounů přestavěných pro dopravní využití s odstraněnou veškerou protiponorkovou výbavou.
- VP-3A

Tři letouny WP-3A a dva letouny P-3A upravené pro přepravu VIP osob a zaměstnanců námořnictva.
- WP-3A

4 letouny, které byly upraveny k průzkumu povětrnostních podmínek.
- P-3BR

Modifikace letounu P-3A pro potřeby brazilského letectva. Jednalo se o osm letounů s avionikou EADS.

## Letoun P-3B a jeho varianty
P-3B – Druhá hlavní výrobní varianta s motory Allison T56-A14 namísto původních motorů Allison T56-A10W na letounech varianty P-3A.
- EP-3B

Nejméně známý letoun rodiny letounů P-3. Jedná se o tři letouny P-3A (149669, 149673 a 149678), která obdržela CIA od US Navy v květnu 1963 jako náhradu za letouny RB-69A/P2V-7U k provádění tajných operací CIA. Letouny byly upraveny Aerosystems Division společnosti LTV v Greenville v Texasu. Tyto letouny byly známé jako “černé” letouny P-3A. Oficiálně byly předány americkým námořnictvem k CIA na přelomu června a července 1964. Společnost LTV Aerosystems upravila všechny tři letouny pro účely elektronického zpravodajství a dešifrování. Všechny tři “černé” letouny P-3A byly přemístěny na Tchaj-wan a zařazeny k přísně tajné letce "Black Bat" tchajwanského letectva 22. června 1966. Letouny byly vyzbrojeny čtyřmi raketami Sidewinder krátkého dosahu pro vlastní sebeobranu. Tyto tři letouny létaly na mise podél čínského pobřeží a sbíraly informace pomocí rádiového odposlechu. Když byl projekt v lednu 1967 ukončen, všechny tři letouny byly přemístěny na námořní leteckou základnu Alameda v Kalifornii. Pouze 2 ze tří letounů (149669 a 149678) byly přestavěny na verzi EP-3B v září 1967, zatímco třetí letoun (149673) byl upraven společností Lockheed v letech 1969–1970 a sloužil k testování různých elektronických systémů. Dva letouny EP-3B, byly známé jako "Bat Rack", opět krátce sloužily na Tchaj-wanu a posléze byly v roce 1969 zařazeny do letky VQ-1 amerického námořnictva, která byla umístěna na základně Da Nang ve Vietnamu. Později byly tyto dva letouny upraveny na verzi EP-3E ARIES společně s dalšími sedmi letouny EP-3A. Letouny byly vyřazeny v 80. letech 20. století, když byly nahrazeny 12 letouny EP-3E ARIES II.
- NP-3B

Jeden letoun P-3B upravený jako testovací základna pro Námořní výzkumné laboratoře USA (U.S. Naval Research Laboratory).

## Letoun P-3C a jeho varianty
P-3C – Třetí hlavní výrobní verze s motory T56-A14. Letoun P-3C měl nové protiponorkové vybavení a počítač, upravené vnitřní uspořádání, elektricky ovládaný vstupní žebřík, externě nakládané sonarové bóje, tři malá okénka vpravo vzadu. První vyrobené letouny měly příďovou kameru umístěnou na spodní části krytu. Později vyrobené stroje měly vysouvací IRDS věžičku namísto této kamery. Na počátku 80. let byly i první letouny vybaveny výsuvnou věžičkou. Všechny letouny byly dovybaveny navigačním systémem LTN-72.
- P-3C Update I

Nová a vylepšená avionika. Postaveno 31 letounů.
- P-3C Update II

S infračerveným detekčním systémem (IRDS), nový systém pro sonarové bóje (SRS) a se schopností nést protilodní střely AGM-84 Harpoon. Postaveno 44 letounů.
- P-3C Update II.5: 24 letounů se spolehlivějčím inerciálním navigačním systémem LTN-72 a vylapšeným komunikačním vybavením.
- P-3C SUDS
- P-3C Update III

50 letounů, které byly vybaveny novým akustickým procesorem, přijímačem ze sonarových bójí, plazmovými displeji a vylepšenými pomocnými energetickými jednotkami (APU).
- P-3C Update IV

P-3C se sadou avioniky Boeing Update 4. Toto uspořádání avioniky mělo být společné pro letouny P-3C a jejich plánovanou náhradu Lockheed P-7A, která nikdy nebyla vyrobena.
- P-3C AIP (Anti-Surface Warfare Improvement Program)

Jedná se o americké letouny P-3C Update III upravené v rámci boje proti hladinovým cílům. Letouny jsou vybaveny počítačem ASQ-222, akustickým systémem ASQ-78A/B a radarem APS-137 ISAR.
- P-3C UIP (Upgrade Improvement Program)

Letouny Norského královského letectva vybavené počítačem ASQ-222, akustickým systémem ASQ-78A/B a radarem APS-137 ISAR
- P-3C BMUP (Update III Block Modification Upgrade Program)

25 modifikovaných amerických letounů s počítačem ASQ-227 a akustickou sadou ASQ-78B
- P-3C CUP (Capability Upkeep Program)

P-3C Nizozemského královského námořnictva vybavený počítačem ASQ-227 a akustickou sadou ASQ-78B; všechny letouny skončily svou působnost v rámci Nizozemského královského námořnictva v roce 2005 v důsledku rozpočtových škrtů. Letouny byly prodány Německému námořnictvu (8 letounů) a Portugalskému letectvu (5 letounů).
EP-3: Letoun k provádění elektronického zpravodajství (ELINT) pro Japonské námořní síly sebeobrany.
NP-3C: Jeden letoun P-3C upravený jako testovací základna pro Námořní výzkumné laboratoře USA.
RP-3C: Jeden letoun P-3C upravený jako náhrada letounu RP-3A.
OP-3C: 10 letounů P-3C upravené k provádění průzkumu pro Japonské námořní síly sebeobrany.
UP-3C: Letoun pro zkoušení zařízení pro Japonské námořní síly sebeobrany.

## UP-3D
Cvičný letoun elektronického zpravodajství pro Japonské námořní síly sebeobrany.

## RP-3D
Jeden sériový letoun P-3C s upravenými schopnostmi detektoru magnetických anomálií (MAD). Letoun byl intenzivně používán v rámci rozsáhlého výzkumu magnetických anomálií. V roce 1973 tento letoun pomohl přesně lokalizovat vrak lodi USS Monitor z Americké občanské války.

## WP-3D

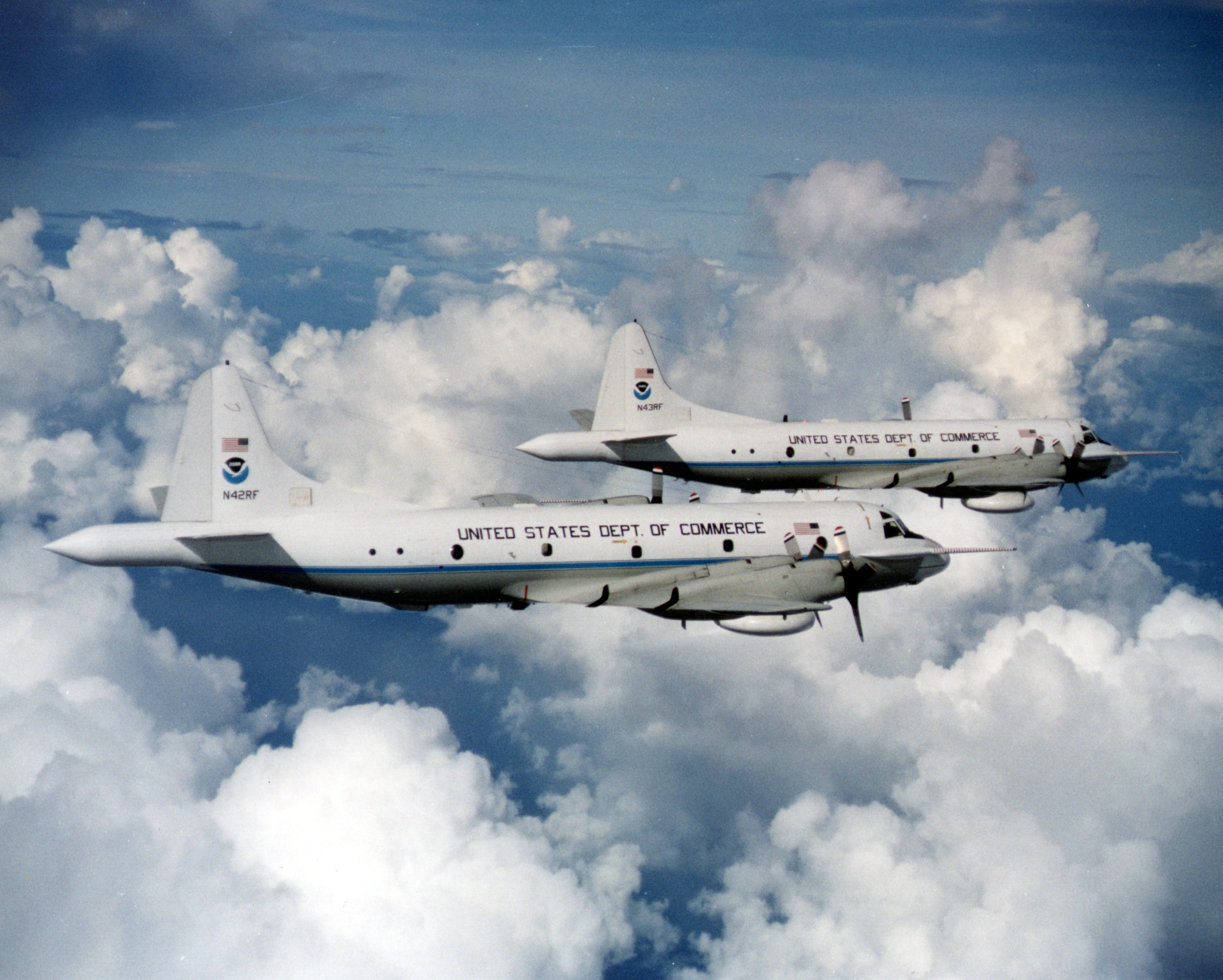
Lovci hurikánů WP-3D náležející americkému Úřadu pro oceán a atmosféru (NOAA)

Lockheed WP-3D Orion je variantou sériové verze letounu P-3 Orion, kterou používá "Aircraft Operations Center", což je součást amerického Národního úřadu pro oceán a atmosféru (NOAA). Byla vyrobena pouze dvě tato letadla. Každé z nich je vybaveno mnoha přístroji pro svou úlohu při sběru důležitých informací o počasí. Během sezóny hurikánů letadla plní povinnosti jako "lovci hurikánů".

## EP-3E Aries & Aries II

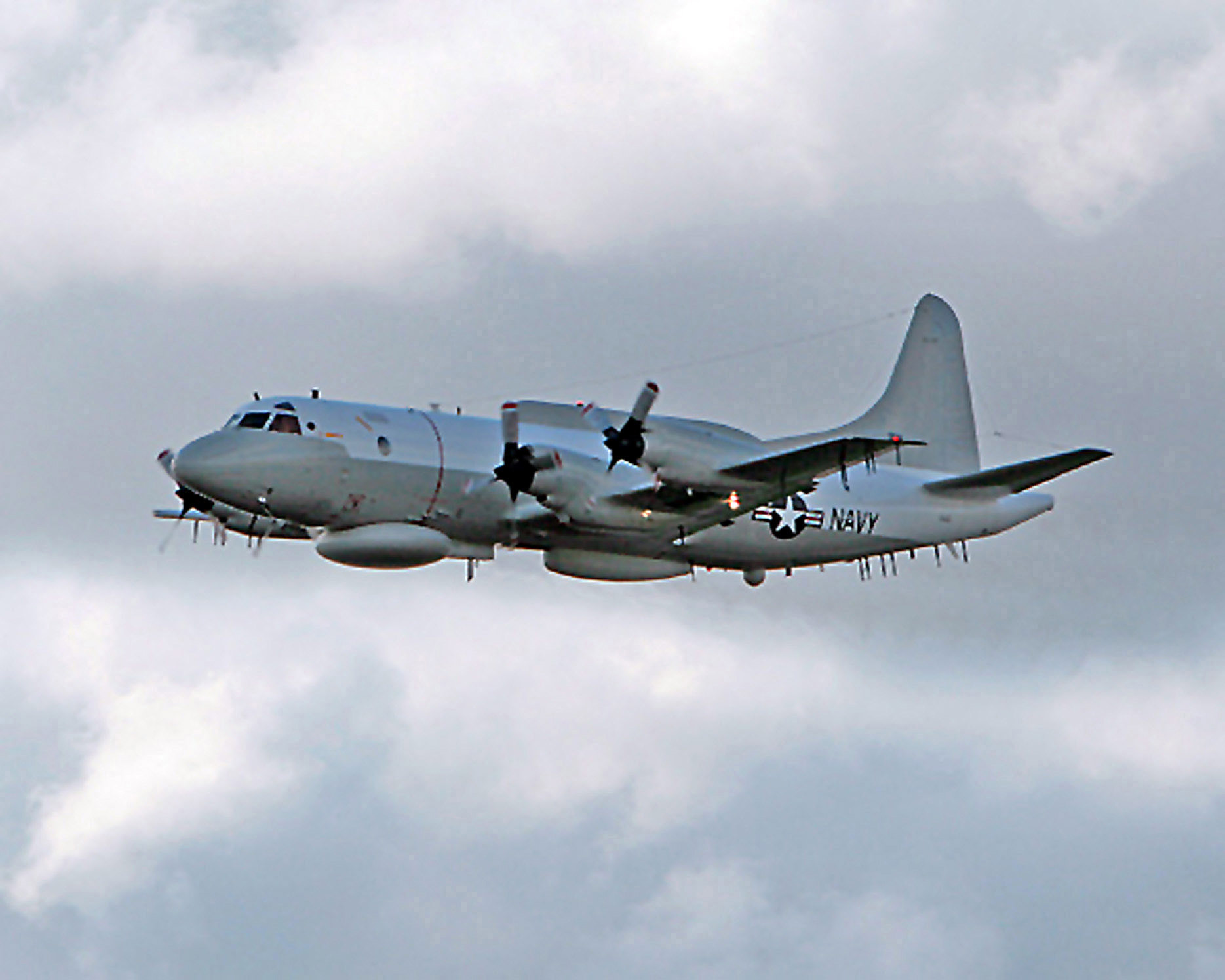
Lockheed EP-3E ARIES II v roce 2006

10 letounů P-3A a 2 EP-3B, které byly upraveny pro elektronické zpravodajství (ELINT).
EP-3E Aries II je 12 letounů P-3C, které byly upraveny pro elektronickou zpravodajskou činnost (ELINT).

## EP-3E SIGINT
Osm letounů US Navy EP-3E, které mají být upraveny společností L-3 Communications Integrated Systems provádění zpravodajskou činnost SIGINT (rádiový odposlech). Tato úprava rozšiřuje podstatně schopnosti tohoto letouny, které jsou třeba v rámci boje proti terorismu.

## NP-3E
Různé letouny používané k testování.

## P-3F
Šest Orionů, které byly dodány bývalému Íránskému imperiálnímu letectvu na začátku 70. let 20. století. Drak letounu P-3F byl založen na letounu P-3C, který byl v té době vyráběn pro US Navy. P-3F a P-3C byly vybaveny elektricky ovládaným vstupním žebříkem, z vnější strany nakládanými sonarovými bójemi, 3 malá okénka na pravé straně trupu (jedno okénko před nouzovým východem a dvě vzadu) a kamerou umístěnou ve spodní části krytu. Na rozdíl od letounů P-3C a CP-140/140A, letoun P-3F neměl malou ploutev s UHV anténou. Letoun P-3F neměl protiponorkovou výzbroj ani počítač letounu P-3C. Většina obrazovek a procesorů byla adaptována z letounů P-3A/P-3B (ačkoliv P-3F měl radar APS-115 použitý na letounech P-3C). Letouny P-3F vyšly z výrobního závodu ve standardní šedé a bílé barvě US Navy, ale během času byly letouny opatřeny unikátním nátěrem ve třech odstínech modré barvy. Tři z těchto letounů i nadále slouží v letectvu Íránské islámské republiky.

## P-3G
Původní označení letounů Lockheed P-7.

## P-3H
Plánované vylepšení letounů P-3C.

## EP-3J
Dva letouny P-3A upravené pro použití jako simulátory protivníka (FEWSG) při výcviku elektronického boje.

## P-3K & P-3K2
Pět původních letounů P-3B, které byly následně upraveny a dodány Novozélandskému královskému letectvu (RNZAF) v letech 1965-7, kde nahradily letouny Short Sunderland. Původní letouny P-3B létaly v rámci 5. perutě RNZAF na letišti Whenuapai, Auckland. Tyto letouny obdržely část vylepšení letounů P-3C Update II a některá místní vylepšení. Tato letadla byla označena P-3K společně s použitým letounem P-3B, který byl zakoupen od Královského australského letectva, který byl přestavěn na variantu P-3K.
P-3K2: Vylepšené letouny P-3K. Všech šest letounů bylo opatřeno novými křídly, vylepšenou avionikou a čidly v roce 2005.

## P-3M
Pět bývalých letounů P-3B Norského královského letectva modernizované společností EADS-CASA pro španělské letectvo. Letouny jsou vybavené novou sadou senzorů a dalšího elektronického vybavení. Tyto nové senzory zahrnují nový radar Elta-2022, akustický senzor SPAS-16, nový 99 kanálový přijímač signálu z bójí a AMES-C ESM systém. Zachován byl pouze původní detektor magnetických anomálií (MAD).

## P-3N
Dva letouny P-3B upravené pro pobřežní hlídkování v rámci Norského královského letectva.

## P-3P
Šest letounů Australského královského letectva (RAAF) P-3B, které byly následně upraveny pro potřeby Portugalského letectva. Tyto letouny byly nahrazeny novějšími P-3C CUP, které předtím sloužily u Nizozemského královského letectva.

## P-3T a VP-3T
P-3T jsou dva upravené letouny P-3A pro Thajské královské námořnictvo.
VP-3T je jeden letoun P-3A upravený pro Thajské královské námořnictvo, kde je používán pro VIP použití a některé kontrolní operace.

## P-3W
Označení používané v rámci Královského australského letectva (RAAF) k odlišení prvních deseti letounů P-3C, které jsou vyrobeny v konfiguraci "Update 2" (1978–79), od dalších deseti letounů, které byly vyrobeny v konfiguraci "Update 2.5" (1982–83). Starší letouny byly označeny P-3C a nikdy nebyly přeznačeny na P-3W. Všechny tyto letouny byly vybaveny britským akustickým procesorem AQS-901. Nakonec po mnoha úpravách systémů byly oba typy sloučeny do jednoho, které jsou nyní známy jako AP-3C.

## AP-3C & TAP-3C

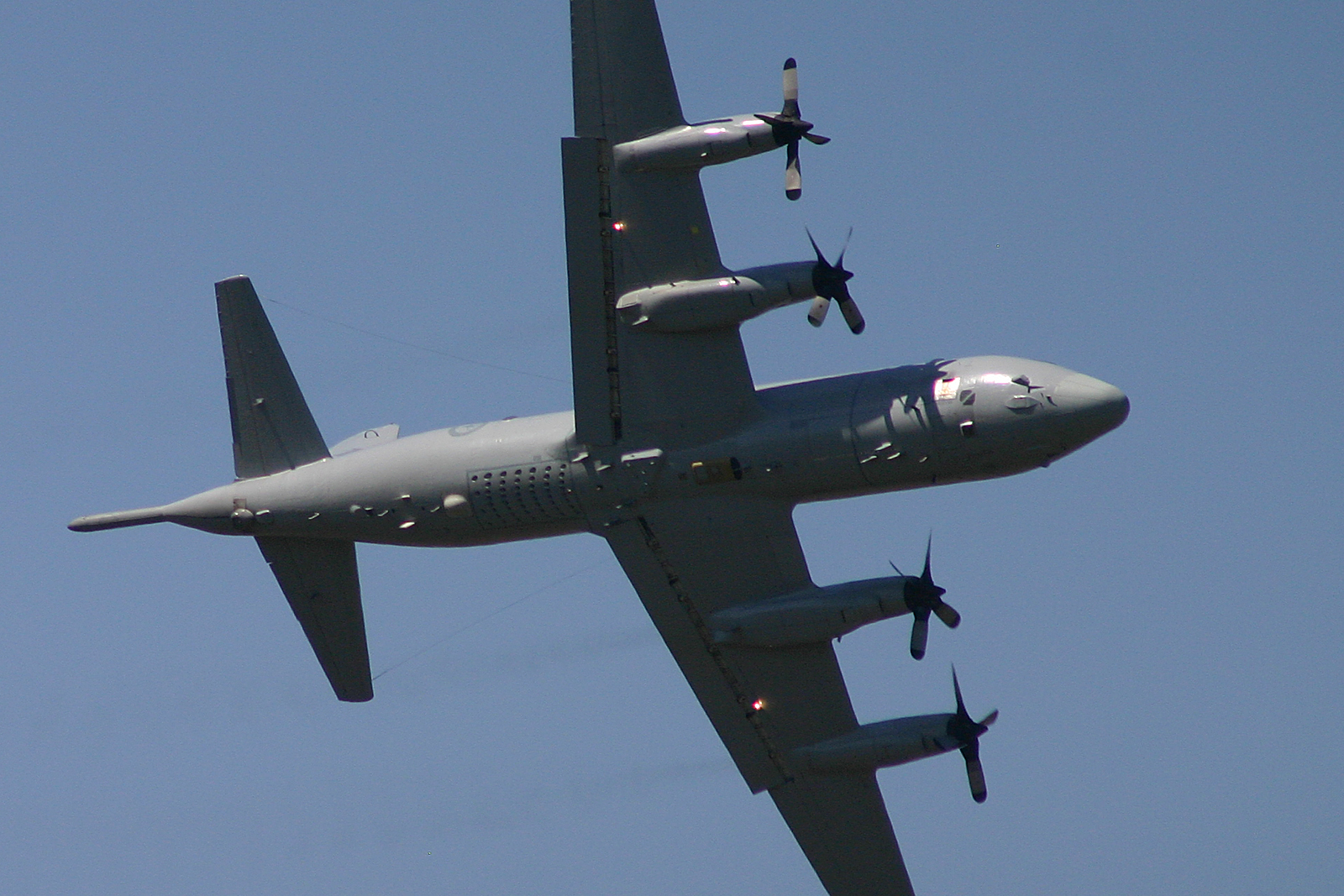
Břicho letounu AP-3C

Lockheed AP-3C Orion je varianta letounu P-3 Orion používaná Královským australským letectvem (RAAF) pro úkoly jako je podpora námořní flotily, námořní hlídkování, vyhledávací a záchranné akce, boj proti hladinovým cílům a ponorkám. Letouny jsou osazeny nejrůznějšími senzory. Toto vybavení zahrnuje digitální multifunkční radar, elektrooptické detektory (v infračervené i viditelné části spektra), detektory magnetických anomálií, identifikační systém "přítel-nepřítel" a akustické detektory. 18 letounů AP-3C Orion byly upraveny z letounů P-3C mezi lety 1997 a 2005, přičemž program byl časově třikrát delší než se původně předpokládalo kvůli potížím s integrací všech systémů. Všech 18 letounů AP-3C Orion je přiděleno k 92. křídlu RAAF, které má sídlo na základně Edinburgh v Jižní Austrálii. Letouny tohoto leteckého křídla sloužily v rámci australských sil v Austrálii, Jihovýchodní Asii a na Středním východě.
TAP-3 jsou 3 upravené letouny P-3B pro výcvik posádek Královského australského letectva (RAAF). Letouny mají odstraněnu veškerou protiponorkovou výbavu (ASW) a nainstalována sedadla pro cestující. Letouny byly vyřazeny z provozu se zavedením simulátoru AP-3C. Označení letounu znamená "Tréninkový Australský P-3".

## P-3CK
Označení osmi bývalých letounů P-3B, které si o od US Navy pořídilo námořnictvo Jižní Koreje. Letoun byl vybaven křídly letounu P-3C a elektronickými systémy (Mission System Equipment) společností Korea Aerospace Industries a L-3 Communications.

## P-3AEW&C

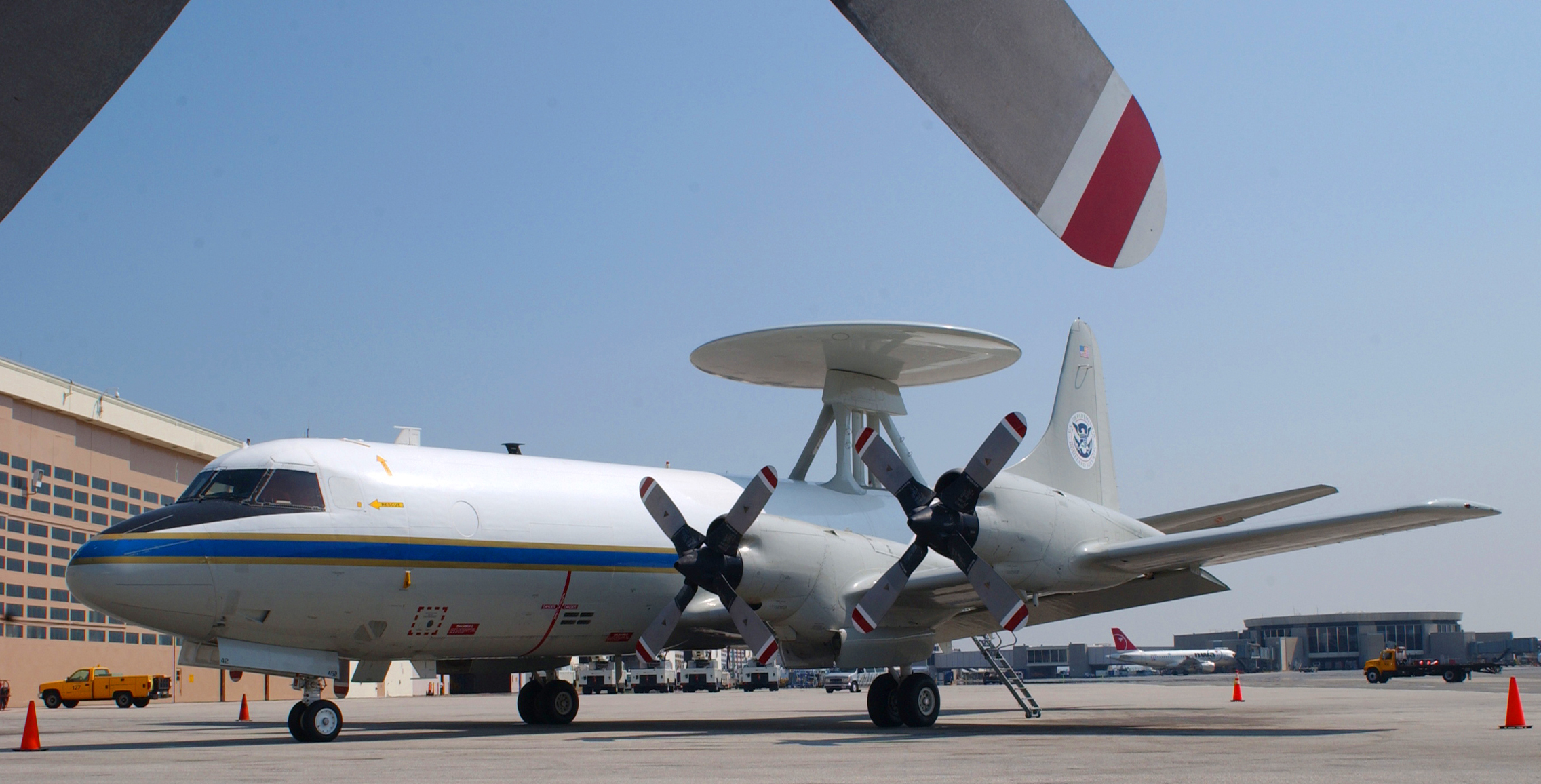
Letoun P-3AEW&C Ministerstva vnitřní bezpečnosti Spojených států amerických ke sledování drogových cest

Jeho původní přezdívka byla "Sentinel (Stráž)". Jedná se o osm letounů P-3B, které byly přestavěny jako letouny včasné výstrahy a kontroly. Na začátku 90. let 20. století bylo označení „a kontroly“ odebráno a spolu s ním i „C“ z označení varianty. Nově byl tedy letoun označen "P-3AEW". Takto bylo označení letounu snadněji odlišitelné od letounů E-3AWACS, které slouží v rámci USAF. Letouny P-3AEW jsou používány Úřadem pro cla a ochranu hranic Spojených států amerických pro narušování tras pašeráků drog a pro mise související s vnitřní bezpečností USA. Letouny P-3LRT (Long Range Tracker), dříve známé jako "Slicks", také používá tento úřad. Jsou to upravené letouny s optickým senzorem ve věžičce v nose letounu a sledovacím radarem. Tyto letouny často spolupracují s letouny P-3AEW. Tyto společné mise se nazývají "Double Eagle".

## CP-140 Aurora & CP-140A Arcturus

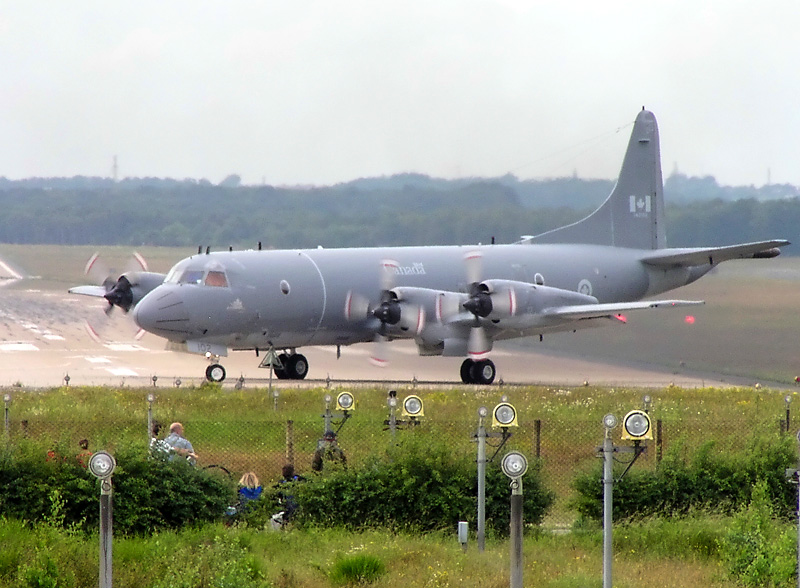
Kanadský letoun CP-140 Aurora v červnu 2007

Lockheed CP-140 Aurora je námořní hlídkový letoun sloužící pod Velitelstvím kanadských leteckých sil (Canadian Forces Air Command). Letoun je založen na trupu letounu Lockheed P-3 Orion, ale nese elektronické vybavení letounu S-3 Viking. V řecké mytologii je Aurora řecká bohyně, která obnovila mytickému Orionovi zrak. Aurora Borealis je také název pro polární záři, která se často vyskytuje nad severní Kanadou a Severním ledovým oceánem. Bylo postaveno 18 letounů.
CP-140A Arcturus je příbuzná verze používaná hlavně pro výcvik pilotů a pobřežní hladinové hlídkování. Byly postaveny tři letouny bez protiponorkové výbavy.

## P-7
Lockheed P-7 byl čtyřmotorový turbovrtulový hlídkový letoun objednaný US Navy jako náhrada za letouny P-3 Orion. Vnější uspořádání letounu bylo velice podobné letounu P-3. Vývoj však moc daleko nepostoupil, protože vývoj byl zrušen na počátku 90. let 20. století kvůli snižování nákladů na zbrojení po skončení Studené války.

## Orion 21
Plánovaná nově postavená a vylepšená varianta letounu určená k nahrazení letounů P-3 Orion. Soutěž však vyhrál letoun Boeing P-8 Poseidon.